# Белов, Александр Романович (инженер-металлург)
Александр Романович Бело́в (1906 — 1977) — советский инженер-металлург, первый директор Кольской атомной электростанции. Лауреат трёх Сталинских премий третьей степени.

## Биография
Родился 2 декабря 1906 года в деревне Кошелики Смоленской губернии, в 1912 году семья переехала в Таганрог. Окончил Томский политехнический институт (1931).
С 1937 года работал в металлургическом цехе комбината «Североникель» (Мурманская область), в 1940—1941 годах главный инженер (до эвакуации завода в Норильск). С 1941 года начальник основного цеха, руководитель завода Норильского горно-металлургического комбината.
В 1946—1949 годах главный инженер, директор машиностроительного завода в г. Электросталь. В 1949—1953 годах директор Чепецкого механического завода (Глазов, Удмуртия). В 1953—1960 годах директор «комбината № 815» в Красноярском крае (будущего Горно-химического комбината).
В 1968—1973 годах сначала руководитель строительства, затем первый директор Кольской АЭС.
Умер в Москве 12 ноября 1977 года после тяжёлой болезни, похоронен на Кунцевском кладбище.

## Награды
- Сталинская премия третьей степени (1953) — за освоение производства чистого металлического урана
- Сталинская премия третьей степени (1951) — за развитие и освоение сырьевой базы урана, усовершенствование технологии производства металлического урана из концентратов и диацетата и проектирование металлургических заводов по производству урана
- Сталинская премия третьей степени (1953) — за расчётные и экспериментальные работы по созданию реакторов для производства трития
- орден Ленина
- орден Октябрьской Революции[2]
- два ордена Трудового Красного знамени
- орден Красной Звезды
- орден «Знак Почёта»[2]
- медали
- Почётный гражданин города Полярные Зори (2000).